# Juan Fernández
Juan Fernández ou João Fernandes é uma comuna da província de Valparaíso, localizada na Região de Valparaíso, Chile. Possui uma área de 147,5 km² e uma população de 633 habitantes (2002).
Esta comuna corresponde ao arquipélago Juan Fernández, a cerca de 600 km a oeste de Valparaíso, onde a principal povoação se chama San Juan Bautista, localizada na ilha Robinson Crusoe.